# Palais de l’Alma

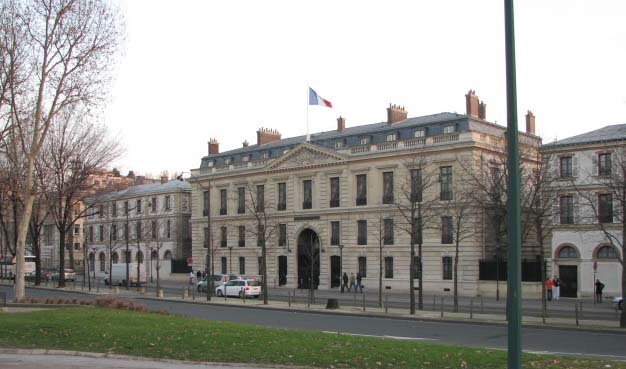
Palais de l’Alma, Nordfassade (2007)

Das Palais de l’Alma ist ein schlossähnliches Gebäude im 7. Arrondissement der französischen Hauptstadt Paris. Die Adresse ist 11 Quai Branly. Das Palais wurde 1861 von dem Architekten Jacques-Martin Tétaz für den Kaiser Napoleon III. errichtet. Heute wird es im Wesentlichen von diversen Diensten des Präsidialamts genutzt; zudem befinden sich dort Dienstwohnungen für Mitarbeiter des Staatspräsidenten. Seit Oktober 2002 steht es als Monument historique unter Denkmalschutz.

## Lage

Blick vom Quai Branly auf die in Bau befindliche Dreifaltigkeitskathedrale, im Vordergrund das Palais de l’Alma (2016)

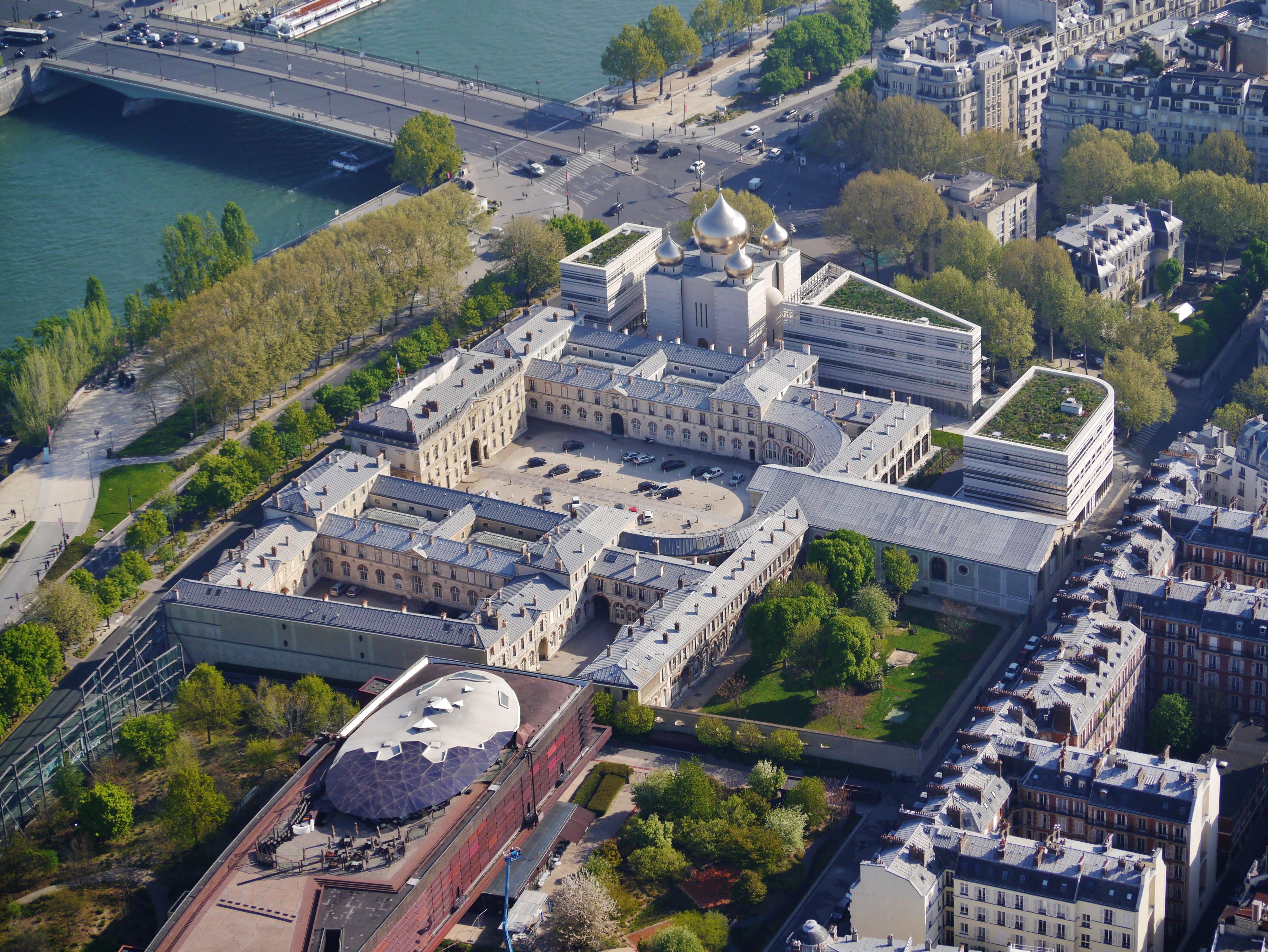
Blick vom Eiffelturm auf das Palais de l’Alma (2017)

Das Palais de l’Alma liegt am linken Seineufer in unmittelbarer Nähe der Brücke Pont de l’Alma am Quai Branly. Wie die Brücke ist es nach der Schlacht an der Alma benannt. Das Palais erstreckt sich vom Quai Branly im Norden bis zu dessen südlicher Parallelstraße Rue de l’Université. Im Osten wird es von der 2016 fertiggestellten Dreifaltigkeitskathedrale und den zu ihr gehörenden Gebäuden des russisch-orthodoxen Kulturzentrums begrenzt. Im Westen grenzt es an das Musée du quai Branly.
Den zentralen Teil des Palais bildet ein Corps de Logis am Quai Branly. Eingefasst wird dieses auf jeder Seite von einem nach Süden sich fortsetzenden L-förmigen Seitenflügel. Am Südende des von diesen drei Gebäuden umschlossenen Ehrenhofs befindet sich zentriert auf der Symmetrieachse in Nord-Süd-Richtung eine Reithalle, deren Südende an der Rue de l’Université abschließt. Westlich dieses um die Nord-Süd-Achse spiegelsymmetrisch gestalteten Ensembles befinden sich verschiedene Nebengebäude.

## Nutzung
Ein Teil des zunächst für das kaiserliche Haus gebauten Komplexes wurde im 19. Jahrhundert von einer Offizierschule (École d’État-Major supérieure de la guerre) genutzt. 1881 wurde das Ensemble dem Präsidenten der III. Republik zur Nutzung überlassen, der dort seine Stallungen einrichten sollte.
Ab 1888 wurde ein Teil des Gebäudes vom staatlichen Wetterdienst und dem Statistikamt genutzt, seit 1947 nur noch vom Office national météorologique, dem Vorläufer von Météo-France.
Anfang des 21. Jahrhunderts wurde das Erdgeschoss des Ostflügels immer noch von Météo-France genutzt; der Nordteil des Westflügels beherbergte den Conseil supérieur de la magistrature.
Mit Stand 2007 waren auch die Poststelle des Präsidenten mit über 100 Angestellten sowie die Galerie der Geschenke, die die Staatspräsidenten während ihrer Amtszeiten empfangen hatten, im Palais de l’Alma untergebracht.
Die Gesamtfläche der Wohnungen im Palais, von denen die Mehrzahl für Angehörige des Präsidialamts, ein geringerer Teil für enge Mitarbeiter des Präsidenten zur Verfügung steht, betrug 2009 etwa 5300 Quadratmeter. Nach Angaben des Präsidialamtes gehörten damals zu den insgesamt 55 Bewohnern 6 Kabinettsmitglieder. 2018 waren nach Angaben des Élysée im Palais 51 Wohnungen belegt. Während der Präsidentschaft François Mitterrands lebten von 1983 bis 1995 dessen Geliebte Anne Pingeot und die gemeinsame Tochter Mazarine Pingeot in einer annähernd 300 Quadratmeter großen Wohnung im Palais de l’Alma. Die Existenz dieser „Zweitfamilie“ des Präsidenten wurde vor der Öffentlichkeit geheim gehalten.